# Stefan Warbeck
Stefan Warbeck (* 1966) ist ein deutscher Journalist. Er war von 2005 bis 2011 Chefredakteur des Jugendradio Fritz, welches vom RBB (Rundfunk Berlin Brandenburg) für die Bundesländer Berlin und Brandenburg produziert wird.

## Leben
Warbeck studierte an der Freien Universität Berlin Publizistik und Politologie. Seit dem Sendestart 1993 arbeitete er für das Programm Fritz des Senders RBB als Reporter, Redakteur, Moderator, Programm-Manager und Wortchef. Am 1. August 2005 wurde er Nachfolger von Konrad Kuhnt als Fritz-Programmchef.
Am 23. November 2011 teilte der RBB mit, dass Stefan Warbeck „auf eigenen Wunsch“ die Programmverantwortung für das RBB-Jugendprogramm „Fritz“ abgegeben habe, da er sich nicht mehr in der Lage sehe, das Programm angemessen zu leiten und die Verantwortung für die „redaktionellen Versäumnisse“ bezüglich der Sendungsbeiträge von Ken Jebsen übernehme. Nachfolgerin wurde Karen Schmied.

## Preise und Auszeichnungen
Stefan Warbeck nahm stellvertretend für das Team Neues vom Känguru, einer vom Radio Fritz – RBB produzierten Comedy-Show, gemeinsam mit Ingo Ewert-Mazander, den deutschen Radiopreis 2010 entgegen.